# Ligne S3 du RER bâlois
La ligne S3 est un élément du réseau RER bâlois, en Suisse.
Elle dessert l'agglomération bâloise du sud-est (Tecknau) au sud-ouest (Porrentruy).

## Histoire
Le ligne S3 est mise en service en 1997 et prolongée en 2004.
Depuis le changement d'horaire CFF intervenu en décembre 2007, cette ligne n'est plus desservie que par des rames Flirt RABe 521 ou RABe 523.

## Caractéristiques

### Infrastructure
Elle est principalement divisée en 2 parties, la ligne de l'Ergolztal vers Liestal et Olten, et la ligne du Jura vers Laufon, Delémont et Porrentruy. En double-voie dans la majeure partie d'Olten à Aesch et se poursuit en voie unique jusqu'à Porrentruy avec de nombreuses gares de croisement.
La longueur totale de la ligne est de 104,6 km.
Le 7 février 2023, l'Office fédéral des transports a approuvé le doublement de la voie entre les communes de Duggingen et de Grellingen, pour une somme budgétisée de 130 millions de francs.

### Liste des gares
La ligne comporte 27 gares desservies. Son départ est à Olten ; elle s'arrête dans toutes les gares en passant dans 4 cantons différents (Soleure, Bâle-Campagne, Bâle-Ville et Jura) avant d'atteindre Porrentruy.
|  |   |  | Gares                   | Coordonnées                 | Communes      | Correspondances                                          |
|  | - |  | ----------------------- | --------------------------- | ------------- | -------------------------------------------------------- |
|  | ■ |  | Olten                   | 47° 21′ 07″ N, 7° 54′ 28″ E | Olten         |                                                          |
|  | ■ |  | Tecknau                 | 47° 26′ 44″ N, 7° 53′ 15″ E | Tecknau       |                                                          |
|  | ■ |  | Gelterkinden            | 47° 27′ 57″ N, 7° 50′ 51″ E | Gelterkinden  |                                                          |
|  | ■ |  | Sissach                 | 47° 27′ 46″ N, 7° 48′ 44″ E | Sissach       |                                                          |
|  | ■ |  | Itingen                 | 47° 28′ 02″ N, 7° 47′ 14″ E | Itingen       |                                                          |
|  | ■ |  | Lausen                  | 47° 28′ 13″ N, 7° 45′ 35″ E | Lausen        |                                                          |
|  | ■ |  | Liestal                 | 47° 29′ 04″ N, 7° 43′ 53″ E | Liestal       |                                                          |
|  | ■ |  | Frenkendorf-Füllinsdorf | 47° 30′ 05″ N, 7° 43′ 09″ E | Frenkendorf   |                                                          |
|  | ■ |  | Pratteln                | 47° 31′ 22″ N, 7° 41′ 29″ E | Pratteln      |                                                          |
|  | ■ |  | Muttenz                 | 47° 32′ 01″ N, 7° 38′ 53″ E | Muttenz       |                                                          |
|  | ■ |  | Bâle CFF                | 47° 32′ 51″ N, 7° 35′ 23″ E | Bâle          |                                                          |
|  | ■ |  | Bâle-Dreispitz          | 47° 32′ 15″ N, 7° 36′ 34″ E | Bâle          |                                                          |
|  | ■ |  | Münchenstein            | 47° 30′ 48″ N, 7° 37′ 02″ E | Münchenstein  |                                                          |
|  | ■ |  | Dornach-Arlesheim       | 47° 29′ 19″ N, 7° 36′ 40″ E | Arlesheim     |                                                          |
|  | ■ |  | Aesch                   | 47° 28′ 04″ N, 7° 36′ 12″ E | Aesch         |                                                          |
|  | ■ |  | Duggingen               | 47° 27′ 12″ N, 7° 36′ 12″ E | Duggingen     |                                                          |
|  | ■ |  | Grellingen              | 47° 26′ 29″ N, 7° 35′ 32″ E | Grellingen    |                                                          |
|  | ■ |  | Zwingen                 | 47° 26′ 02″ N, 7° 31′ 49″ E | Zwingen       |                                                          |
|  | ■ |  | Laufon                  | 47° 25′ 10″ N, 7° 30′ 10″ E | Laufon        |                                                          |
|  | ■ |  | Delémont                | 47° 21′ 43″ N, 7° 21′ 01″ E | Delémont      | Delémont à Bienne                                        |
|  | ■ |  | Courtételle             | 47° 20′ 34″ N, 7° 19′ 05″ E | Courtételle   |                                                          |
|  | ■ |  | Courfaivre              | 47° 20′ 07″ N, 7° 17′ 29″ E | Haute-Sorne   |                                                          |
|  | ■ |  | Bassecourt              | 47° 20′ 12″ N, 7° 14′ 49″ E | Haute-Sorne   |                                                          |
|  | ■ |  | Glovelier               | 47° 20′ 07″ N, 7° 12′ 34″ E | Glovelier     | Glovelier à La Chaux-de-Fonds                            |
|  | ■ |  | Saint-Ursanne           | 47° 22′ 04″ N, 7° 09′ 57″ E | Clos du Doubs |                                                          |
|  | ■ |  | Courgenay               | 47° 24′ 19″ N, 7° 07′ 27″ E | Courgenay     |                                                          |
|  | ■ |  | Porrentruy              | 47° 25′ 15″ N, 7° 04′ 49″ E | Porrentruy    | Porrentruy à Delle et à Meroux (TGV) Porrentruy à Bonfol |

## Exploitation
Les rames sont des Stadler FLIRT. La cadence est de 2 trains par heure entre Olten et Laufon (via Bâle CFF) et d'un train par heure de Laufon à Porrentruy, toute la journée. En heure de pointe, des trains supplémentaires circulent entre Bâle et Olten et entre Bâle et Delémont.